# 斎藤稔
斎藤 稔（さいとう みのる、1878年（明治11年）3月26日 - 1931年（昭和6年）8月23日）は、大日本帝国陸軍軍人。最終階級は陸軍少将。

## 経歴・人物
岡山県出身。1899年（明治32年）陸軍士官学校第11期卒業、陸軍砲兵少尉に任官。その後、1909年（明治42年）陸軍大学校第21期卒業。
1921年（大正10年）12月に陸軍砲兵大佐、1922年（大正11年）8月に野砲兵第4連隊長、1924年（大正13年）12月に台湾軍参謀を経て、1926年（大正15年）3月に陸軍少将・佐世保要塞司令官に任官。その後、1927年（昭和2年）7月に待命、同年9月に予備役に編入した。